# Anaplectoides herbida
Anaplectoides herbida là một loài bướm đêm trong họ Noctuidae.